# Greif (Schiff, 1951)
Die Greif ist eine als Schonerbrigg getakelte Brigantine. Das aus Stahl gebaute Schiff mit Heimathafen Greifswald diente von 1951 bis 1990 der DDR als Segelschulschiff unter dem Namen Wilhelm Pieck. Die Greif steht unter Denkmalschutz.

## Geschichte

### SegelschulschiffWilhelm Pieck

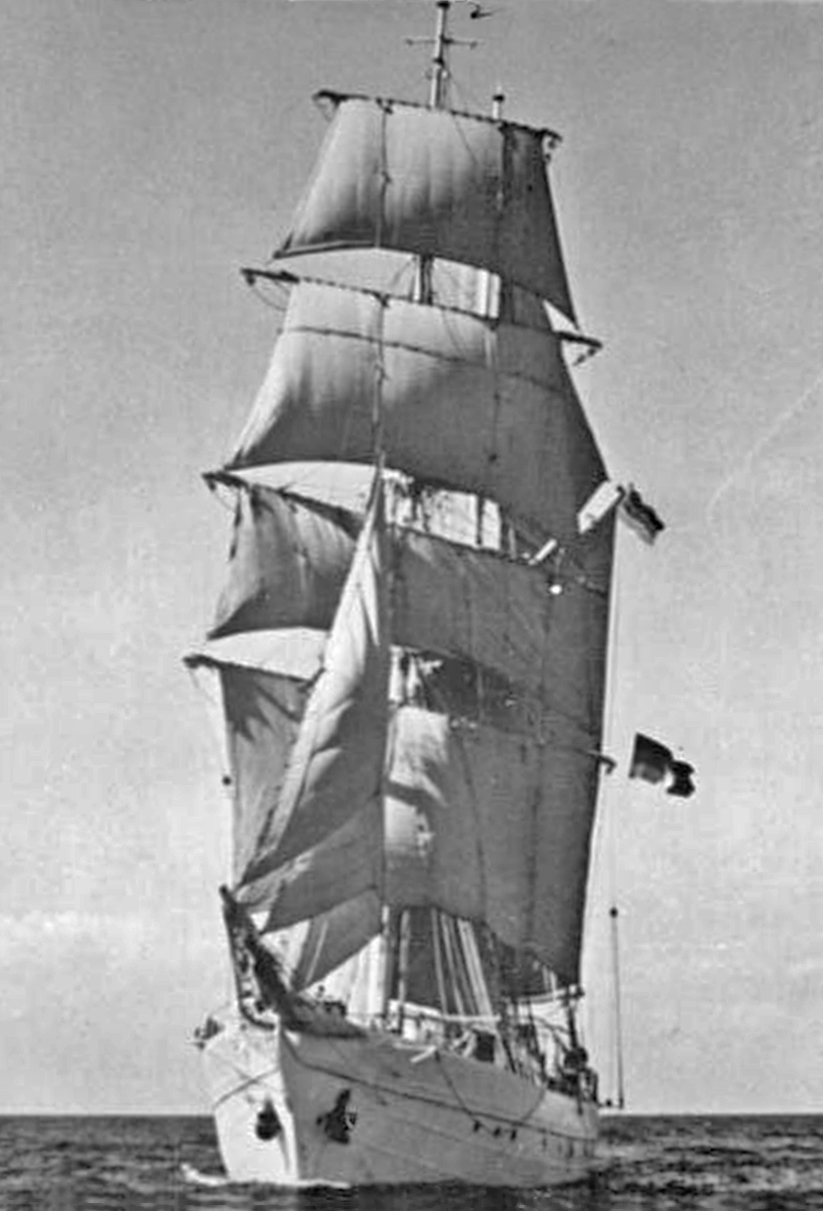
Segelschulschiff "Wilhelm Pieck" (1951)

Mit der Kiellegung am 27. Februar 1951 begann auf der Warnow-Werft in Rostock-Warnemünde der Neubau einer Schonerbrigg. Hierbei verwendete die Werft erstmals Niet- und Schweißtechnik. Der Stapellauf erfolgte am 26. Mai 1951 und die Indienststellung am 2. August 1951. Namensgeber war der Präsident der DDR Wilhelm Pieck, der auch an der Jungfernfahrt teilnahm, getauft wurde es von Waltraud Zappe. Das Schiff war ein Geschenk des Landes Mecklenburg an Wilhelm Pieck aus Anlass seines 75. Geburtstages; Pieck gab die Schonerbrigg an die DDR-Jugendorganisation Freie Deutsche Jugend (FDJ) weiter, um die Ausbildung von Fachleuten für die aufstrebende Handelsflotte der DDR zu forcieren. Das Schiff wurde dann der Gesellschaft für Sport und Technik (GST) zugeteilt. Die Wilhelm Pieck war das einzige Hochseesegelschiff der DDR und führte meist Reisen auf der Ostsee nach Häfen in Polen und der Sowjetunion durch. Die längste Reise führte das Schiff 1957 in 99 Tagen und 8.000 Seemeilen (ca. 14.800 km) nach Albanien, Bulgarien, Rumänien und nach Odessa (Ukraine) am Schwarzen Meer. 1971/72 fanden eine Grundreparatur und ein Umbau in der VEB Neptunwerft Rostock statt. 1974 nahm die Wilhelm Pieck erstmals an einer „Operation Sail“ teil, die in jenem Jahr in der Ostsee stattfand.
Die Wilhelm Pieck gehörte von 1954 bis 1989 zum Schiffsbestand der GST-Marineschule „August Lütgens“ in Greifswald-Wieck und war während dieser Zeit deren Flaggschiff. Die Kursanten wurden anfänglich in einem Vierteljahresturnus und später meist in Vierwochenlehrgängen ausgebildet.

### SegelschulschiffGreif
1990 wurde das Schiff von der Stadt Greifswald übernommen und 1991 in Greif umbenannt. Sie ist als bewegliches Kulturdenkmal in die Liste der Kulturdenkmale der Stadt Greifswald eingetragen.
Im Jahr 2020 wurden so große Mängel festgestellt, dass die Seetüchtigkeit nicht mehr gegeben war. Die Greif fand vorübergehend einen neuen Liegeplatz an der Südmole des Wiecker Hafens. Die geplante grundlegende Werftüberholung im Jahr 2021, nach der das Schiff 2022 hätte wieder im See stechen sollen, sollte etwa 3,5 Millionen Euro betragen. Die Greifswalder Bürgerschaft sprach sich für einen Erhalt aus. Aufgrund der Coronapandemie verzögerte sich die Werftüberholung, so dass die marode Greif zwei Jahre im Wiecker Hafenbecken festlag. Bei Rückbauten im Schiff wurde die Greif ihres Gestänges, des laufenden Gutes, der Einbauten unter Deck sowie ihrer hölzernen Decksbeplankung erleichtert.

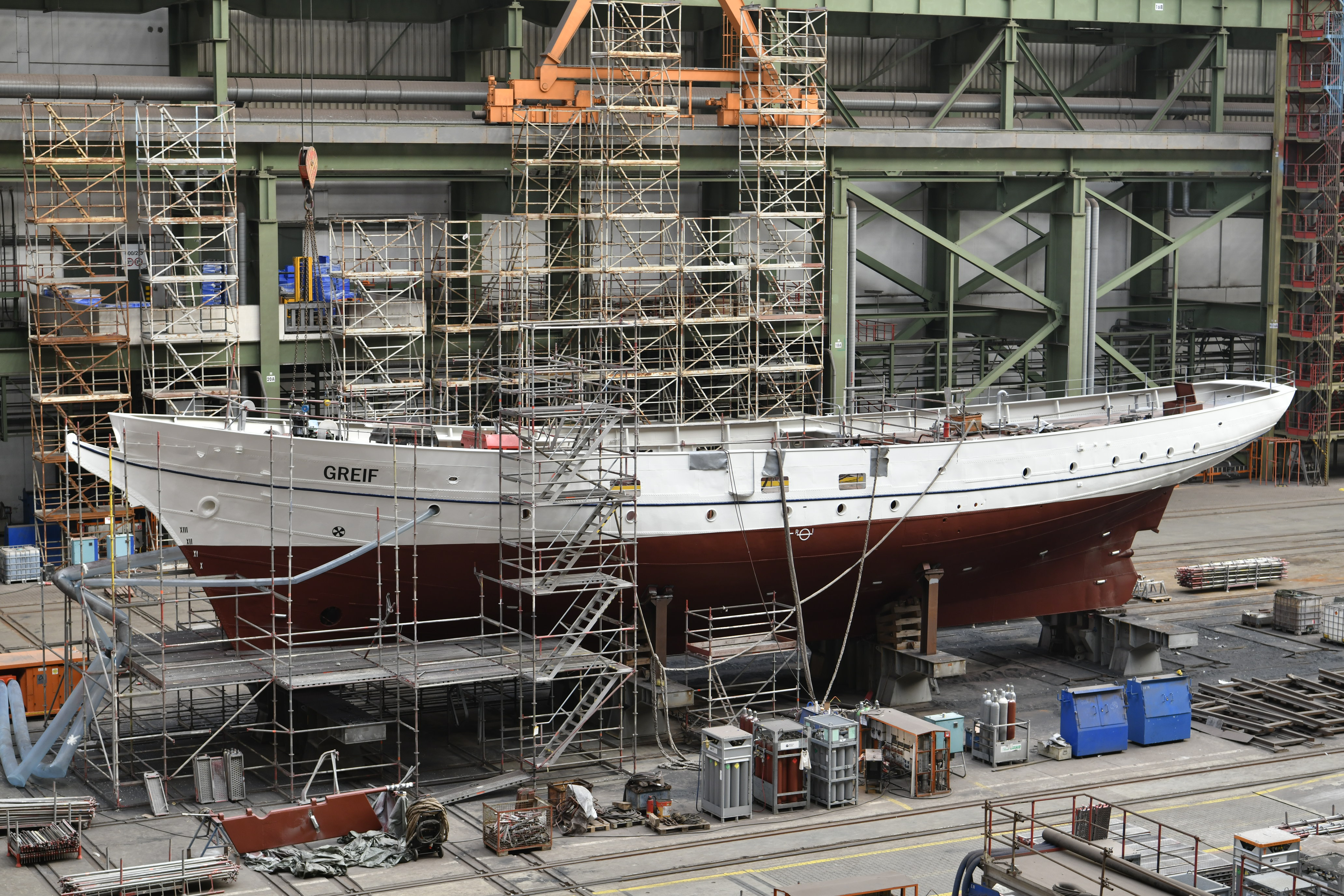
In der Werft wurde die Außenhaut erneuert, Oktober 2024

Mit einer Sondergenehmigung wurde das entkernte Schiff am 8. Oktober 2022 von Greifswald-Wieck zur Volkswerft Stralsund überführt. Dort wurde es am 30. November 2022 trockengestellt und an einen Reparaturplatz verbracht. Die Kosten der Generalsanierung wurden auf mindestens 4,5 Millionen Euro geschätzt. Nach der Insolvenz der ausführenden Fosen Stralsund wurde die Sanierung im Dezember 2024 von Strela Shiprepair fortgesetzt. Das Holzdeck soll Mitte des Jahres 2025 neu aufgebaut werden; eine Wiederindienststellung ist nun zur Segelsaison 2026 geplant.

### Kapitäne
- 1951–1955: Ernst Weitendorf (1883–1975)
- 1955–1958: Arthur Friedrich (1908–1970)
- 1959–1967: Gerhard Samuel (1923–2015)
- 1959: Willi Kessler, vertretungsweise
- 1960: Horst Rickert (1935–2016), vertretungsweise
- 1967–1972: Karl-Heinz Schaefer (1927–2011)
- 1973–2000: Helmut Stolle (* 1942)
- 1999: Roland Hunscha (* 1961), vertretungsweise
- 2000–2017: Wolfgang Fusch (* 1953)
- 2017–2020: Roland Hunscha

## Technische Daten und Ausrüstung
- Klasse: 100 A5 Segelschiff Germanischer Lloyd
- Höhe Großmast über Wasserlinie: 27,20 m
- Höhe Fockmast: 26,80 m
- Der Ballastkiel hat ein Gewicht von 40 Tonnen.
- Der Schiffkörper ist mit Querschotten in elf Abteilungen, davon neun wasserdichte, unterteilt.
- Hilfsmotor für den Bordbetrieb: ein Dieselmotor mit 22 kW (30 PS)
- Tanks für 4,3 Tonnen Dieselkraftstoff, 200 Liter Öl und 12 Tonnen Trinkwasser.
- handbetriebene Quadrantenruderanlage
- zwei Anker (ca. 500 kg), aus der Klüse gefahren, mit manuell zu bewegendem elfarmigen Spillkopf sowie zwei Reserveanker mit je 75 kg (Stockanker)
- Ausrüstung:
  - Echolot
  - Radaranlage
  - UKW-Anlage / GMDSS-GW/KW Anlage
  - GPS
  - AIS
  - Navtex
  - Bugstrahlruder
- Rettungsflöße und zwei Schlauchboote (eins motorisiert)

## Sonstiges
Anlässlich der Indienststellung schrieb 1951 der deutsche Schriftsteller Ehm Welk das Lied Das Schiff der Jugend, das durch den Komponisten Rudolf Neuhaus vertont wurde. 1952 veröffentlichte die deutsche Schriftstellerin Hanna-Heide Kraze das Gedicht Fahrt ins Licht und beschreibt in sechs Versen das stolze Segelschulschiff der Jugend.
In der DDR wurden Briefmarken im Jahrgang 1972 und im Jahrgang 1982 zum Jahrestag der Gesellschaft für Sport und Technik Sondermarken mit dem Segelschulschiff Wilhelm Pieck ausgegeben.
Das traditionsreiche Segelschulschiff wurde auch Gegenstand in der modernen bildenden Kunst. Die bekannten Künstler Helmut Maletzke, Greifswald, und Eckhard Buchholz, Stralsund, porträtierten die Wilhelm Pieck als größere Ölbildnisse in Form eines modernen Kapitänsbildes, so Segelschulschiff „Wilhelm Pieck“ unter vollen Segeln (Maletzke 1979) und Hochseejacht in stürmischer See (Buchholz 1997).
1981 war das Schiff hauptsächlicher Handlungsort des Spielfilms Martin XIII. (Regie Konrad Petzold).
Die Bundesrepublik Deutschland ehrte die Schonerbrigg Greif unter vollen Segeln 2005 in der Serie: „Für die Jugend – Großsegler“ mit einer eigenen Briefmarke.
Der Komponist Ottmar-Wolfram Vogel komponierte 2001 das Werk Das Schiff, für Sprecher, 6 Trompeten und 2 Pauken zum 50-jährigen Bestehen der Greif. Das Werk wurde am 2. August 2001 bei der entsprechenden Festveranstaltung uraufgeführt.

## Bilder (Auswahl)

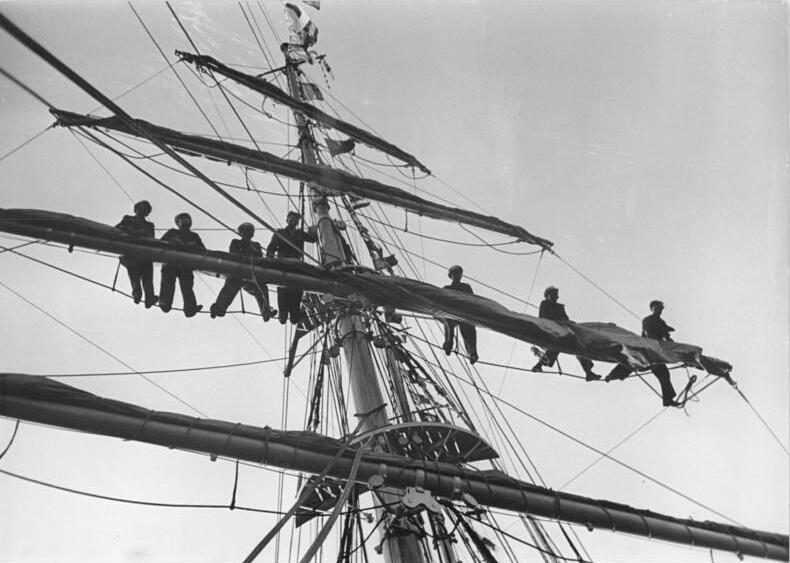
Indienststellung als Wilhelm Pieck in Warnemünde, 2. August 1951
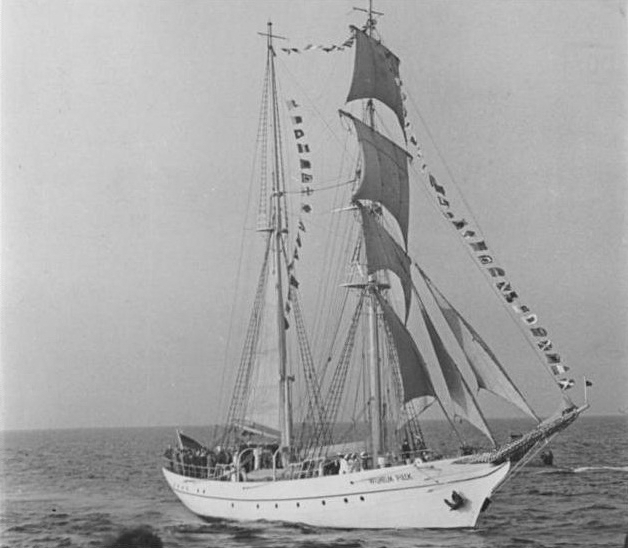
Auf der Ostsee, 27. Dezember 1951
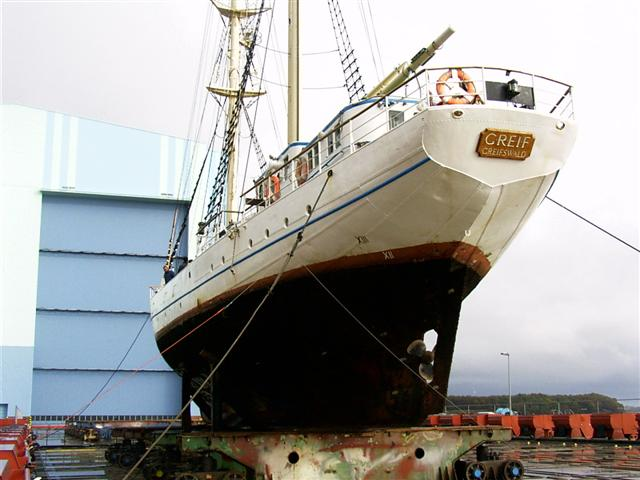
In der Werft, 2003
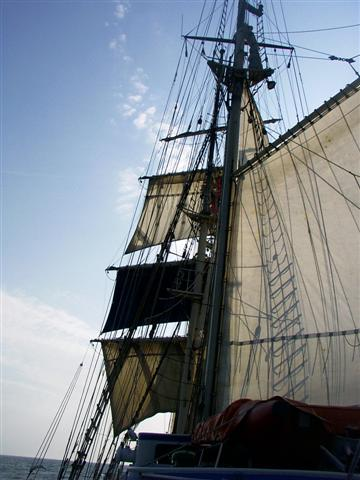
Takelung, 2004
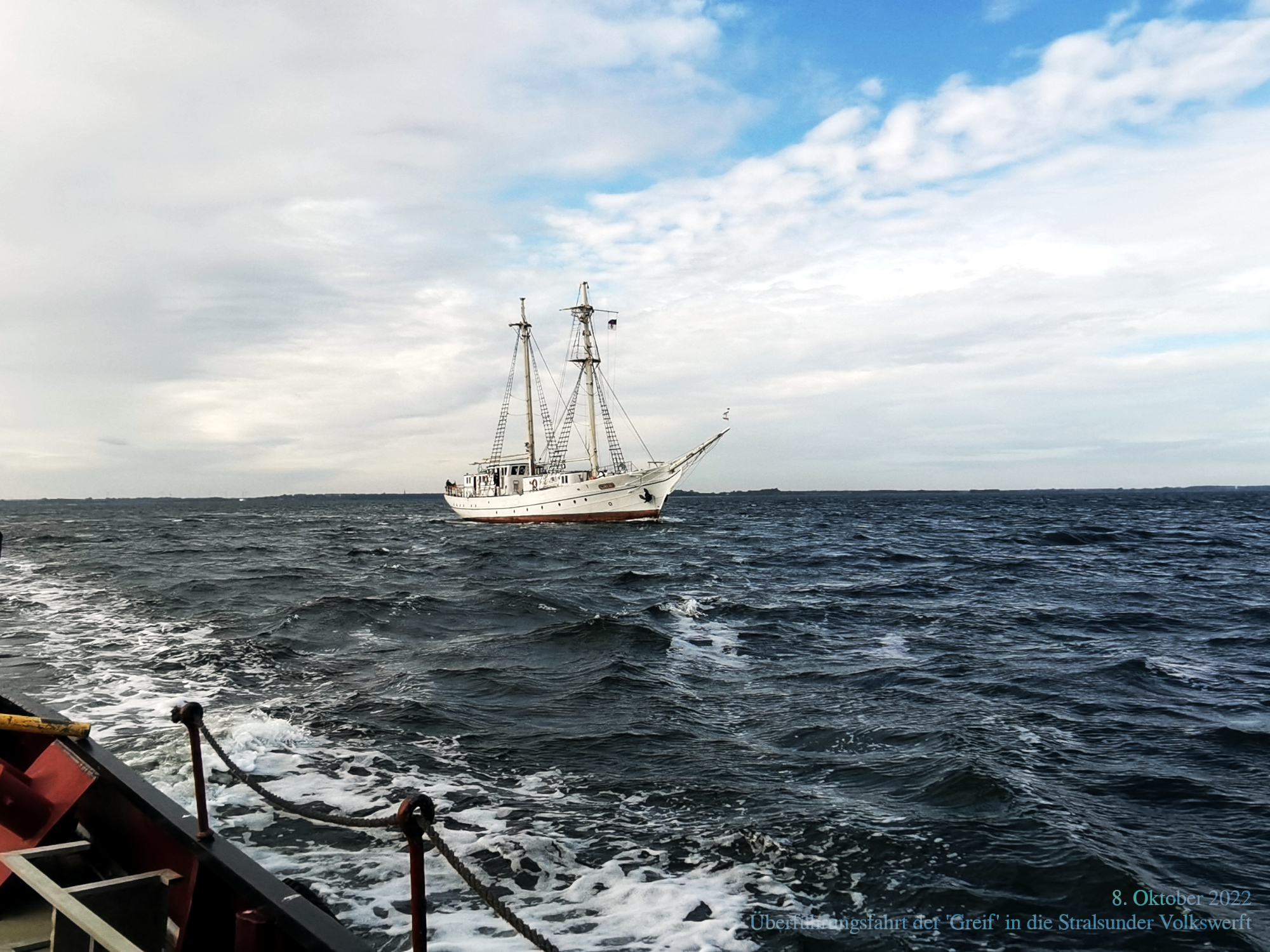
Überführungsfahrt von Greifswald nach Stralsund, 8. Oktober 2022